# Meistriliiga 2021
La Meistriliiga 2021 (por razones de patrocinio A. Le Coq Premium Liiga) es la edición número 31 de la Meistriliiga, la primera división del fútbol de Estonia. La temporada comenzó el 13 de marzo de 2021 y terminará el 5 de diciembre de 2021.
Flora es el campeón defensor tras ganar la temporada pasada el 13.º título de liga de su historia.

## Sistema de competición
Los diez equipos participantes jugaron entre sí todos contra todos cuatro veces totalizando 36 partidos cada uno, al término de la fecha 36 el primer clasificado obtendrá un cupo para la primera ronda de la Liga de Campeones 2022-23, mientras que el segundo clasificado obtendrá un cupo para la primera ronda de la  Liga de Conferencia Europa 2022-23; por otro lado el último clasificado descenderá a la Esiliiga 2022, el penúltimo jugará el Play-offs de relegación ante el subcampeón de la Esiliiga 2021.
Un segundo cupo para la primera ronda de la Liga de Conferencia Europa 2022-23 será asignado al campeón de la Copa de Estonia.

## Ascensos y descensos
Tallina Kalev descendió a la Esiliiga 2021, tras terminar último la campaña pasada. Siendo remplazado por el Vaprus Pärnu que ascendió tras ganar la Esiliiga 2020.
| Pos. | Descensos de la Meistriliiga 2020 |
| ---- | --------------------------------- |
| 10.º | Tallinna Kalev                    |

| Pos. | Ascendidos de la Esiliiga 2020 |
| ---- | ------------------------------ |
| 1.º  | Vaprus Pärnu                   |

## Información de los equipos
| Equipo              | Ciudad     | Estadio                  | Capacidad |
| ------------------- | ---------- | ------------------------ | --------- |
| Flora               | Tallin     | A. Le Coq Arena          | 14,336    |
| Kuressaare          | Kuressaare | Kuressaare Linnastaadion | 2,000     |
| Legion              | Tallin     | Estadio Kadriorg         | 5000      |
| Levadia Tallinn     | Tallin     | A. Le Coq Arena          | 14,336    |
| Narva Trans         | Narva      | Narva Kreenholmi Stadium | 2,200     |
| Nõmme Kalju         | Tallin     | Estadio Hilu             | 300       |
| Paide Linnameeskond | Paide      | Paide Linnastaadion      | 368       |
| Tammeka             | Tartu      | Estadio de Tamme         | 2,500     |
| Tulevik             | Viljandi   | Viljandi Linnastaadion   | 2,506     |
| Vaprus Pärnu        | Pärnu      | Pärnu Rannastaadion      | 1,501     |

## Tabla de posiciones
| Pos. | Equipo              | Pts. | PJ | G  | E | P  | GF | GC | Dif. | Clasificación            |
| ---- | ------------------- | ---- | -- | -- | - | -- | -- | -- | ---- | ------------------------ |
| 1    | Levadia Tallinn     | 67   | 27 | 22 | 1 | 4  | 75 | 33 | +42  | Ronda por el campeonato  |
| 2    | Flora               | 64   | 27 | 19 | 7 | 1  | 80 | 21 | +59  | Ronda por el campeonato  |
| 3    | Paide Linnameeskond | 53   | 27 | 15 | 8 | 4  | 52 | 27 | +25  | Ronda por el campeonato  |
| 4    | Nõmme Kalju         | 43   | 27 | 13 | 4 | 10 | 51 | 34 | +17  | Ronda por el campeonato  |
| 5    | Legion              | 38   | 27 | 11 | 5 | 11 | 45 | 36 | +9   | Ronda por el campeonato  |
| 6    | Narva Trans         | 29   | 27 | 8  | 5 | 14 | 33 | 52 | −19  | Ronda por el campeonato  |
| 7    | Kuressaare          | 28   | 27 | 8  | 4 | 15 | 33 | 46 | −13  | Ronda por la permanencia |
| 8    | Tulevik             | 27   | 27 | 8  | 3 | 16 | 37 | 57 | −20  | Ronda por la permanencia |
| 9    | Tammeka             | 19   | 27 | 5  | 4 | 18 | 29 | 69 | −40  | Ronda por la permanencia |
| 10   | Vaprus Pärnu        | 15   | 27 | 4  | 3 | 20 | 20 | 80 | −60  | Ronda por la permanencia |

Actualizado a los partidos jugados el 27 de octubre de 2021.
 Fuente: FlashScore
Criterios de clasificación: 1) Puntos; 2) Menos partidos abandonados/cancelados; 3) diferencia de goles entre sí; 4) Goles marcados en los duelos entre sí; 5) Partidos ganados 6) Diferencia de goles; 7) Goles marcados; 8) Goles marcados de visitante; 9) Fair Play; 10) Sorteo.

## Tabla de resultados cruzados
| Local \ Visitante   | FLO | KUR | LEG | LEV | NAR | NOM | PAI | TAM | TUL | VAP |
| ------------------- | --- | --- | --- | --- | --- | --- | --- | --- | --- | --- |
| Flora               | —   | 2–2 | 2–1 | 0–0 | 5–0 | 1–0 | 3–3 | 9–0 | 3–0 | 2–0 |
| Kuressaare          | 0–4 | —   | 1–1 | 2–3 | 1–2 | 0–2 | 2–2 | 1–3 | 2–3 | 2–1 |
| Legion              | 1–2 | 1–0 | —   | 2–3 | 0–0 | 0–1 | 1–1 | 3–1 | 2–1 | 7–1 |
| Levadia Tallinn     | 2–4 | 3–0 | 4–3 | —   | 3–2 | 4–1 | 0–4 | 2–1 | 4–1 | 5–0 |
| Narva Trans         | 0–2 | 2–0 | 0–0 | 1–4 | —   | 1–2 | 0–1 | 2–1 | 6–2 | 1–1 |
| Nõmme Kalju         | 1–2 | 0–3 | 3–1 | 0–1 | 0–1 | —   | 0–0 | 4–1 | 5–1 | 0–1 |
| Paide Linnameeskond | 0–0 | 1–0 | 1–0 | 1–2 | 5–1 | 2–1 | —   | 1–1 | 0–1 | 2–1 |
| Tammeka             | 0–3 | 0–1 | 0–1 | 1–2 | 3–2 | 2–2 | 0–2 | —   | 1–1 | 2–2 |
| Tulevik             | 3–3 | 1–2 | 1–0 | 0–4 | 0–1 | 1–3 | 0–1 | 5–3 | —   | 3–1 |
| Vaprus Pärnu        | 0–4 | 2–1 | 1–4 | 0–4 | 2–1 | 1–7 | 1–3 | 1–2 |     | —   |

| Local \ Visitante   | FLO | KUR | LEG | LEV | NAR | NOM | PAI | TAM | TUL | VAP |
| ------------------- | --- | --- | --- | --- | --- | --- | --- | --- | --- | --- |
| Flora               | —   |     | 5–1 |     | 5–2 | 2–0 |     | 3–0 |     |     |
| Kuressaare          | 1–0 | —   | 0–2 |     |     | 0–2 |     | 2–0 | 1–0 | 6–0 |
| Legion              |     |     | —   | 1–2 |     |     | 1–2 |     | 3–1 | 2–1 |
| Levadia Tallinn     | 1–5 | 3–0 |     | —   | 3–0 | 2–1 |     | 4–0 |     | 5–0 |
| Narva Trans         |     | 2–2 | 0–3 |     | —   |     |     |     | 0–1 | 3–0 |
| Nõmme Kalju         |     |     | 2–2 |     | 1–1 | —   | 3–2 |     | 3–1 |     |
| Paide Linnameeskond | 1–1 | 4–1 |     | 0–3 | 4–0 |     | —   |     | 3–1 |     |
| Tammeka             |     |     | 0–2 |     | 2–1 | 0–3 | 2–5 | —   |     |     |
| Tulevik             | 2–2 |     |     | 3–2 |     |     |     | 4–1 | —   | 1–0 |
| Vaprus Pärnu        | 0–6 |     |     |     |     | 1–4 | 1–1 | 1–2 |     | —   |

| Local \ Visitante | FLO | LEG | LEV | NAR | NÕM | PAI |
| ----------------- | --- | --- | --- | --- | --- | --- |
| Flora             |     |     | 2–2 |     |     | 3–0 |
| TJK Legion        | 0–2 |     |     | 0–2 | 2–2 |     |
| FCI Levadia       |     | 2–2 |     |     |     | 1–0 |
| Narva Trans       | 0–2 |     | 0–2 |     | 0–0 | 1–5 |
| Nõmme Kalju       | 0–1 |     | 1–2 |     |     |     |
| Paide             |     | 4–0 |     |     | 5–3 |     |

| Local \ Visitante | KUR | TAM | TUL | VAP |
| ----------------- | --- | --- | --- | --- |
| Kuressaare        |     |     |     |     |
| Tammeka           | 1–0 |     | 2–0 | 2–3 |
| Tulevik           | 0–2 |     |     |     |
| Vaprus            | 0–4 |     | 1–2 |     |

## Ronda Campeonato

### Clasificación
| Pos. | Equipo              | Pts. | PJ | G  | E | P  | GF | GC | Dif. | Clasificación 2022–23                       |
| ---- | ------------------- | ---- | -- | -- | - | -- | -- | -- | ---- | ------------------------------------------- |
| 1    | Levadia Tallinn (C) | 78   | 32 | 25 | 3 | 4  | 84 | 38 | +46  | Ronda preliminar de la Liga de Campeones    |
| 2    | Flora               | 77   | 32 | 23 | 8 | 1  | 90 | 23 | +67  | Primera ronda de la Liga Europa Conferencia |
| 3    | Paide Linnameeskond | 62   | 32 | 18 | 8 | 6  | 66 | 35 | +31  | Primera ronda de la Liga Europa Conferencia |
| 4    | Nõmme Kalju         | 45   | 32 | 13 | 6 | 13 | 57 | 44 | +13  |                                             |
| 5    | Legion              | 40   | 32 | 11 | 7 | 14 | 49 | 48 | +1   |                                             |
| 6    | Narva Trans         | 33   | 32 | 9  | 6 | 17 | 36 | 61 | −25  |                                             |

Actualizado a los partidos jugados el 5 de diciembre de 2021.
 Fuente: Soccerway

## Ronda Permanencia

### Clasificación
| Pos. | Equipo       | Pts. | PJ | G  | E | P  | GF | GC | Dif. | Clasificación 2022           |
| ---- | ------------ | ---- | -- | -- | - | -- | -- | -- | ---- | ---------------------------- |
| 1    | Kuressaare   | 34   | 30 | 10 | 4 | 16 | 39 | 47 | −8   |                              |
| 2    | Tulevik (D)  | 30   | 30 | 9  | 3 | 18 | 39 | 62 | −23  | Descenso a Esiliiga 2022     |
| 3    | Tammeka (O)  | 25   | 30 | 7  | 4 | 19 | 34 | 72 | −38  | Promoción por la permanencia |
| 4    | Vaprus Pärnu | 18   | 30 | 5  | 3 | 22 | 24 | 88 | −64  |                              |

Actualizado a los partidos jugados el 21 de noviembre de 2021.
 Fuente: Soccerway

## Promoción por la permanencia
Lo disputarán el penúltimo clasificado ante el segundo clasificado de la Esiliiga 2021.
| Equipo 1 | Agr.  | Equipo 2       | Ida   | Vuelta |
| -------- | ----- | -------------- | ----- | ------ |
| Tammeka  | 3 - 0 | Tallinna Kalev | 0 - 0 | 3 - 0  |

- El Tammeka mantiene la categoría con un resultado global de 3 a 0.

## Goleadores
| Rank | Player                | Club              | Goals |
| ---- | --------------------- | ----------------- | ----- |
| 1    | Dylan Kevin           | F.C. Flora Tallin | 26    |
| 2    | Zakaria Beglarishvili | FCI Levadia       | 24    |
| 3    | Rauno Sappinen        | Flora             | 23    |
| 4    | Robert Kirss          | FCI Levadia       | 17    |
| 5    | Sergei Zenjov         | Flora             | 14    |
| 6    | Aleksandr Šapovalov   | Legion            | 11    |
| 6    | Kaimar Saag           | Tulevik           | 11    |
| 8    | Mattias Männilaan     | Kuressaare        | 10    |
| 8    | Aleksandr Zakarlyuka  | Narva Trans       | 10    |
| 10   | Rauno Alliku          | Flora             | 9     |
| 10   | Märten Pajunurm       | Kuressaare        | 9     |
| 10   | Tristan Koskor        | Tammeka           | 9     |
| 10   | Pavel Marin           | Nõmme Kalju       | 9     |